# Uzazi

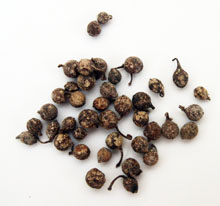
Fruto seco de Uzazi

El término Uzazi se refiere al fruto seco del arbusto caducifolio Zanthoxylum tessmannii, syn. Fagara tessmannii, un miembro del 'fresno espinoso' de la  familia Rutaceae. El nombre de la especia se deriva de Igbo, un lenguaje en Nigeria, donde la especie se cultiva y se cosecha en forma comercial. Zanthoxylum tessmannii es un pariente cercano de la pimienta de Sichuan, y el Uzazi tiene un perfil de sabor similar a la especie asiática. Sin embargo, a diferencia de pimienta Sichuan donde sólo se utiliza el pericarpio de la fruta, el uzazi se utiliza (tanto pericarpio y semilla). Esto puede explicar por qué el uzazi tiene un sabor más picante y una mayor acritud que la pimienta de Sichuan.
Incluso en África Occidental esta es una especia rara, y la normalmente sólo cinco o seis frutas secas se añaden a un plato.

## Uso en la cocina
La fruta entera se machaca hasta hacerla  polvo en un mortero y se añaden a 'sopas' de África Occidental (guisos) como aromatizantes. Normalmente, estos se utilizan en sopas donde sean escasos o nulos los chiles que se utilizan para que el sabor picante similar al de la especia.